# Чемпионат Болгарии по волейболу среди женщин
Чемпионат Болгарии по волейболу среди женщин — ежегодное соревнование женских волейбольных команд Болгарии. Проводится с 1942 года.
Соревнования проводятся в двух дивизионах — Национальной лиге и 2-м дивизионе. Организатором чемпионатов является Болгарская федерация волейбола. 

## Формула соревнований
Чемпионат в Национальной лиге в 2024/25 проводился в два этапа — предварительный и плей-офф. На предварительной стадии 8 команд играли в два круга. Все вышли в плей-офф и по системе с выбыванием определили двух финалистов, которые разыграли первенство. Серии матчей проводились до двух (в четвертьфинале) и до трёх (в полуфинале и финале) побед одного из соперников.
За победы со счётом 3:0 и 3:1 команды получают по 3 очка, за победы 3:2 − 2, за поражения 2:3 — 1 очко, за поражения 0:3 и 1:3 очки не начисляются.
В чемпионате 2024/25 в Национальном дивизионе участвовали 10 команд: «Марица» (Пловдив), «Левски» (София), ЦСКА (София), ЦПВК (София), «Дея спорт» (Бургас), «Славия» (София), «Драгоман», «Марица»-2 (Пловдив), «Перун» (Варна), «Варна-ДКС» (Варна). Чемпионский титул в 11-й раз подряд выиграла «Марица», победившая в финале «Левски» 3-0 (3:1, 3:0, 3:0). 3-е место занял ЦСКА.

## Призёры
| Сезон     | 1-е место                        | 2-е место                        | 3-е место                        |
| --------- | -------------------------------- | -------------------------------- | -------------------------------- |
| 1942      | АС-23 София                      |                                  |                                  |
| 1943      | АС-23 София                      |                                  |                                  |
| 1945      | «Славия-45» София                | «Раковски» София                 | «Чавдар» София                   |
| 1946      | «Чавдар» София                   | «Славия» София                   | «Раковски» София                 |
| 1947      | «Чавдар» София                   | «Спартак» София                  | «Славия» София                   |
| 1948      | «Чавдар» София                   | «Спартак» София                  | «Локомотив» София                |
| 1949      | «Рудничар» Димитрово             | «Спартак» София                  | «Локомотив» София                |
| 1950      | «Торпедо» Карлово                | «Червоно Знаме» София            | «Спартак» София                  |
| 1951      | «Торпедо» Карлово                | «Червоно Знаме» София            | «Академик» София                 |
| 1952      | «Академик» София                 | «Минёр» Димитрово                | «Червоно Знаме» София            |
| 1953      | «Минёр» Димитрово                | «Университет» София              | «Георги Димитров» София          |
| 1953/54   | «Академик» София                 | «Ударник» София                  | «Минёр» Димитрово                |
| 1954/55   | «Ударник» София                  | «Минёр» Димитрово                | «Академик» София                 |
| 1956      | «Минёр» Димитрово                | «Ударник» София                  | «Академик» София                 |
| 1957      | «Славия» София                   | «Локомотив» София                | «Минёр» Димитрово                |
| 1958      | «Славия» София                   | «Минёр» Димитрово                | «Локомотив» София                |
| 1959      | «Левски» София                   | «Минёр» Димитрово                | «Славия» София                   |
| 1959/60   | «Минёр» Димитрово                | «Славия» София                   | «Локомотив» София                |
| 1961      | «Славия» София                   | «Локомотив» София                | «Левски» София                   |
| 1962      | «Левски» София                   | «Славия» София                   | «Минёр» Перник                   |
| 1963      | «Левски» София                   | «Локомотив» София                | «Славия» София                   |
| 1963/64   | «Левски» София                   | «Минёр» Перник                   | «Славия» София                   |
| 1964/65   | «Левски» София                   | «Славия» София                   | «Георги Димитров» София          |
| 1965/66   | «Левски» София                   | «Славия» София                   | «Академик» София                 |
| 1966/67   | «Левски» София                   | «Академик» София                 | «Локомотив» София                |
| 1967/68   | «Академик» София                 | «Левски» София                   | ЦСКА «Червено Знаме» София       |
| 1968/69   | «Академик» София                 | «Левски-Спартак» София           | ЦСКА «Септемврийско Знаме» София |
| 1969/70   | «Левски-Спартак» София           | «Славия» София                   | «Академик» София                 |
| 1970/71   | «Левски-Спартак» София           | «Академик» София                 | «Славия» София                   |
| 1971/72   | «Левски-Спартак» София           | «Перник»                         | «Академик» София                 |
| 1972/73   | «Левски-Спартак» София           | ЦСКА «Септемврийско Знаме» София | «Академик» София                 |
| 1973/74   | «Левски-Спартак» София           | «Академик» София                 | ЦСКА «Септемврийско Знаме» София |
| 1974/75   | «Левски-Спартак» София           | ЦСКА «Септемврийско Знаме» София | «Славия» София                   |
| 1975/76   | «Левски-Спартак» София           | «Академик» София                 | ЦСКА «Септемврийско Знаме» София |
| 1976/77   | «Левски-Спартак» София           | ЦСКА «Септемврийско Знаме» София | «Академик» София                 |
| 1977/78   | ЦСКА «Септемврийско Знаме» София | «Левски-Спартак» София           | «Славия» София                   |
| 1978/79   | ЦСКА «Септемврийско Знаме» София | «Левски-Спартак» София           | «Марица» Пловдив                 |
| 1979/80   | «Левски-Спартак» София           | ЦСКА «Септемврийско Знаме» София | «Славия» София                   |
| 1980/81   | «Левски-Спартак» София           | ЦСКА «Септемврийско Знаме» София | «Академик» София                 |
| 1981/82   | ЦСКА «Септемврийско Знаме» София | «Левски-Спартак» София           | «Академик» София                 |
| 1982/83   | ЦСКА «Септемврийско Знаме» София | «Левски-Спартак» София           | «Академик» София                 |
| 1983/84   | «Левски-Спартак» София           | «Академик» София                 | ЦСКА «Септемврийско Знаме» София |
| 1984/85   | ЦСКА «Септемврийско Знаме» София | «Левски-Спартак» София           | «Академик» София                 |
| 1985/86   | ЦСКА «Септемврийско Знаме» София | «Левски-Спартак» София           | «Академик» Варна                 |
| 1986/87   | ЦСКА «Септемврийско Знаме» София | «Левски-Спартак» София           | «Дунав» Русе                     |
| 1987/88   | ЦСКА «Септемврийско Знаме» София | «Левски-Спартак» София           | «Электрон» Плевен                |
| 1988/89   | ЦСКА «Септемврийско Знаме» София | «Левски-Спартак» София           | «Академик» Варна                 |
| 1989/90   | «Левски-Спартак» София           | ЦСКА София                       | «Академик» Варна                 |
| 1990/91   | ЦСКА София                       | «Левски-Спартак» София           | «Академик» София                 |
| 1991/92   | ЦСКА София                       | «Левски-Спартак» София           | «Академик» София                 |
| 1992/93   | ЦСКА София                       | «Академик» София                 | «Левски-Спартак» София           |
| 1993/94   | «Академик» София                 | «Левски» София                   | ЦСКА София                       |
| 1994/95   | ЦСКА София                       | «Славия» София                   |                                  |
| 1995/96   | «Левски-Сиконко» София           | ЦСКА София                       | «Марица» Пловдив                 |
| 1996/97   | «Левски-Сиконко» София           | «Черно Море» Варна               | ЦСКА София                       |
| 1997/98   | «Левски-Сиконко» София           | «Славия» София                   | ЦСКА София                       |
| 1998/99   | «Левски-Сиконко» София           | ЦСКА София                       |                                  |
| 1999/2000 | ЦСКА София                       | «Шумен»                          | «Спартак» Плевен                 |
| 2000/01   | «Левски-Сиконко» София           | ЦСКА София                       | «Спартак» Плевен                 |
| 2001/02   | «Левски-Сиконко» София           | ЦСКА София                       | «Спартак» Плевен                 |
| 2002/03   | «Левски-Сиконко» София           | ЦСКА София                       | «Спартак» Плевен                 |
| 2003/04   | ЦСКА София                       | «Левски-Сиконко» София           | «Спартак» Плевен                 |
| 2004/05   | ЦСКА София                       | «Спартак» Плевен                 | «Славия» София                   |
| 2005/06   | «Энерджи» Варна                  | «Славия» София                   | ЦСКА София                       |
| 2006/07   | ЦСКА София                       | «Славия» София                   | «Академик» София                 |
| 2007/08   | ЦСКА София                       | «Славия» София                   | «Левски-Сиконко» София           |
| 2008/09   | «Левски-Сиконко» София           | «Славия» София                   | ЦСКА София                       |
| 2009/10   | ЦСКА София                       | «Марица» Пловдив                 | «Левски-Сиконко» София           |
| 2010/11   | ЦСКА София                       | «Марица» Пловдив                 | «Славия» София                   |
| 2011/12   | ЦСКА София                       | «Марица» Пловдив                 | «Левски» София                   |
| 2012/13   | ЦСКА София                       | «Казанлык»                       | «Левски» София                   |
| 2013/14   | «Левски» София                   | ЦСКА София                       | «Марица» Пловдив                 |
| 2014/15   | «Марица» Пловдив                 | «Левски» София                   | ЦСКА София                       |
| 2015/16   | «Марица» Пловдив                 | «Левски» София                   | «Казанлык»                       |
| 2016/17   | «Марица» Пловдив                 | «Левски» София                   | «Раковски» София                 |
| 2017/18   | «Марица» Пловдив                 | «Левски» София                   | ЦСКА София                       |
| 2018/19   | «Марица» Пловдив                 | «Левски» София                   | «Бероё» Стара-Загора             |
| 2019/20   | «Марица» Пловдив                 | «Левски» София                   | ЦСКА София                       |
| 2020/21   | «Марица» Пловдив                 | «Казанлык»                       | ЦСКА София                       |
| 2021/22   | «Марица» Пловдив                 | ЦСКА София                       | «Казанлык»                       |
| 2022/23   | «Марица» Пловдив                 | ЦСКА София                       | «Казанлык»                       |
| 2023/24   | «Марица» Пловдив                 | ЦСКА София                       | «Левски» София                   |
| 2024/25   | «Марица» Пловдив                 | «Левски» София                   | ЦСКА София                       |

## Титулы
| Клуб              | Победы |
| ----------------- | ------ |
| «Левски» София    | 28     |
| ЦСКА София        | 26     |
| «Марица» Пловдив  | 11     |
| «Славия» София    | 5      |
| «Академик» София  | 4      |
| «Минёр» Перник    | 4      |
| АС-23 София       | 2      |
| «Торпедо» Карлово | 2      |
| «Энерджи» Варна   | 1      |